# Conférence de Nyon
La conférence de Nyon est une conférence diplomatique concernant la piraterie internationale en mer Méditerranée, qui se tient du 10 septembre au 14 septembre 1937 à Nyon en Suisse. La rencontre est organisée à la suite de la guerre sous-marine à outrance mené par l'Italie durant la Guerre d'Espagne. Cependant, les attaques sont qualifiées de piraterie, les agresseurs n'étant pas identifiés et les Italiens n'étant pas officiellement en guerre. La conférence, dirigée par le Royaume-Uni et la France, a pour but de renforcer la politique de « non-intervention » durant la guerre d'Espagne.
Le Royaume-Uni et la France animent la conférence, qui est également suivie par des représentants de la Bulgarie, de l'Égypte, de la Grèce, de la Roumanie, de la Turquie, de l'Union soviétiques et de la Yougoslavie.
Le premier accord, signé le 14 septembre 1937, comporte des plans pour contre-attaquer les sous-marins pirates. Des patrouilles navales ont été mises en place, le Royaume-Uni et la France patrouillant dans l'ensemble de la mer Méditerranée, notamment à l'ouest et les autres signataires patrouillant dans leurs propres eaux. L'Italie est autorisée à adhérer à l'accord à patrouiller en mer Tyrrhénienne si elle le souhaite. Trois jours plus tard, un second accord a suivi, avec l'application de dispositions similaires pour les navires de surface. L'Italie et l'Allemagne n'y participent pas bien que le premier ait entrepris des patrouilles navales en novembre.

## Contexte
Dans le cadre de la Guerre d'Espagne, un comité de non-intervention est formé en 1936 par 24 pays signataires. L'objectif de ce dernier est surtout d’empêcher les livraisons d'arme aux différents belligérants espagnols. Du point de vue britannique, il s'agit surtout de mener une politique d'apaisement afin d'éviter notamment que l'Allemagne nazie et l'Italie fasciste mènent un guerre par procuration en Espagne. Les Allemands et les Italiens soutiennent les Nationalistes espagnols, et l'Union soviétique appuient les Républicains espagnols,. Un arrangement est signé entre l'Italie et le Royaume-Uni le 2 janvier 1937 pour que les droits de chacun en Mer Méditerranée soient respectés et pour améliorer les relations entre les deux pays. En mai 1937, Neville Chamberlain succède à Stanley Baldwin au poste de Premier ministre du Royaume-Uni, et une nouvelle approche dans les négociations avec l'Allemagne et l'Italie est mis en place. Les britanniques espèrent convaincre les Italiens d'arrêter de soutenir les Allemands dans une volonté d'apaisement. 
Selon un plan du comité de non-intervention, différents observateurs neutres sont affectés aux frontières et aux ports espagnols. Le plan désigne également différentes zones de patrouille à partir d'avril 1937, au Royaume-Uni, à la France, à l'Allemagne et à l'Italie. Cependant, à la suite de l'attaque subite par le croiseur allemand Leipzig les 15 et 18 juin 1937, l'Allemagne et l'Italie décident de se retirer des patrouilles,. Dans un premier temps, Les Britanniques et les Français se proposent pour remplacer les patrouilles manquantes, mais ces dernières n'auraient été que partielles. L'amirauté britannique, parmi les différents plans pour répondre aux attaques contre leurs navires, optent pour envoyer des ressources navales en Méditerranée, les mesures de contrôle précédentes ayant été mises de côté. Les Italiens sont soupçonnés par les autres puissances de se trouver derrière certains des attaques. Bien qu'étant officiellement en situation de paix, les dirigeants italiens auraient entamé une guerre sous-marine à outrance, qualifiée durant la conférence de campagne de piraterie, sans aucune mention d'une quelconque participation au conflit. Ces actions pourraient servir de base pour une conférence sur la Méditerranée selon le ministre français des Affaires étrangères, Yvon Delbos. Durant la nuit du 31 août au 1er septembre, le sous-marin italien Iride essaie sans succès de torpiller le destroyer britannique Havock entre le Golfe de Valence et les Îles Baléares ce qui renforce le scepticisme du ministre britannique des Affaires étrangères, Anthony Eden, envers l'Italie. Cette attaque amène le représentant britannique à Rome à protester en vain envers le ministre italien des Affaires étrangères. 
Près de 60 000 volontaires italiens opent à ce moment en Espagne. La question du renvoi des ressortissants étrangers est examinée par le comité de non-intervention. De son côté, le gouvernement italien déclare le 7 janvier 1937 qu'il empêchera les volontaires italiens de se rendre en Espagne. Il met également en place le 20 janvier un moratoire sur les volontaires et soutient la limitation de leurs envois le 25 janvier. Les Italiens continuent cependant de réclamer différents droits aux belligérants nationalistes et républicains espagnols, comme la possibilité de procéder à des perquisitions aux navires de contrebandes, ce qui supprime ainsi la nécessite de patrouilles navales internationales. Le Royaume-Uni, la France et l'Union soviétique s'opposent à cette demande. Les négociations anglo-italiennes d'août 1937 abordent la question de la reconnaissance de la souveraineté de l'Italie sur l'Éthiopie après la campagne d'Abyssinie. À la suite des désaccords entre Eden et Chamberlain, Halifax (alors leader de la Chambre des lords) et d'autres politiciens influents, les accords autour d'une reconnaissance de la souveraineté italienne sont reportés à une date ultérieure à la conférence prévue sur la navigation maritime. 
Les 5 et 6 septembre 1937, les britanniques organisent une conférence avec tous les pays riverains de la Méditerranée et l'Allemagne,. Cette rencontre se tient à Nyon, en Suisse, non pas à Genève puisque les Italiens auraient associé la conférence à la Société des Nations, dans cette ville-ci, les rapports étant tendus depuis la crise d'Abyssinie. Le Royaume-Uni accepte la demande de la France d'inviter l'Union soviétique mais refuse son autre proposition d'inviter la République espagnols. Le Portugal est de son côté surpris de ne pas être invité. Le nouveau premier ministre français, Camille Chautemps, est incontestablement opposé à une intervention directe sur la situation espagnole. De son côté, l'Union soviétique accepte l'invitation mais indique qu'elle ne manquera pas l’occasion d'accuser les Italiens d'avoir attaquer des convois maritimes. Le gouvernement soviétique imputent notamment aux Italiens le naufrage de deux navires marchands soviétiques : le Timiryazev et le Blagoev. Ces accusations ont pour objectif de torpiller la présence de l'Italie et de l'Allemagne à la conférence,. Les Allemands, qui auraient préféré que le sujet de la piraterie soit le thème d'une simple rencontre du comité de non-intervention au lieu de celui du conférence internationale, décident de rejeter l'invitation. Peu après, l'Italie décline à son tour l'invitation et se tourne plutôt vers le comité de non-intervention, qui inclut également d'autres puissances comme la Pologne et le Portugal.

#### Ouvrages
- (en) Alpert Michael, A New International History of the Spanish Civil War, Basingstoke, Royaume-Uni, Palgrave Macmillan, 1998, 237 p. (ISBN 978-0-312-21043-4).
- (en) Thomas Hugh, The Spanish Civil War, Londres, Royaume-Uni, Eyre and Spottiswoode, 1961, 1re éd., 720 p..

#### Articles
- (en) Franck C. Willard Jr, « The Spanish Civil War and the Coming of the Second World War », The International History Review, vol. 9, no 3,‎ août 1987, p. 368-409 (ISSN 0707-5332, DOI 10.1080/07075332.1987.9640449, lire en ligne, consulté le 29 avril 2018)
- (en) Gretton Peter, « The Nyon Conference - The Naval Aspect », The English Historical Review, vol. 90, no 354,‎ janvier 1975, p. 103-112 (ISSN 0013-8266, JSTOR 567512, lire en ligne, consulté le 28 avril 2018)
- (en) Mills William C., « The Nyon Conference: Neville Chamberlain, Anthony Eden, and the Appeasement of Italy in 1937 », The International History Review, Abingdon, Oxfordshire, United Kingdom, Taylor & Francis, vol. 15, no 1,‎ février 1993, p. 1–22 (ISSN 0707-5332, DOI 10.1080/07075332.1993.9640636, JSTOR 40107260)
- (en) Royal Institute of International Affairs, « Spain: the British Compromise Plan », Bulletin of International News, Londres, Royaume-Uni, vol. 14, no 3,‎ 7 août 1937, p. 3-13 (ISSN 2044-3986, JSTOR 25639692)
- (en) Stone Glyn, « Sir Robert Vansittart and Spain, 1931–1941 », Personalities, war and diplomacy: essays in international history, London, United Kingdom, Routledge,‎ 1997 (ISBN 978-0-7146-4818-7)